# Amoebozoa (classification phylogénétique)
Cette page a pour objet de présenter un arbre phylogénétique des Amoebozoa (Amœbozoaires, Amibes), c'est-à-dire un cladogramme mettant en lumière les relations de parenté existant entre leurs différents groupes (ou taxa), telles que les dernières analyses reconnues les proposent. Ce n'est qu'une possibilité, et les principaux débats qui subsistent au sein de la communauté scientifique sont brièvement présentés ci-dessous, avant la bibliographie.

## Arbre phylogénétique
Le cladogramme présenté ici ne possède qu'une valeur indicative. Il n'est pas forcément consensuel, et on peut toujours se référer à la bibliographie au bas de l'article.
Le symbole ▲ renvoie à la partie immédiatement supérieure de l'arbre phylogénétique du vivant. Le signe ► renvoie à la classification phylogénétique du groupe considéré. Tout nœud de l'arbre portant plus de deux branches montre une indétermination de la phylogénie interne du groupe considéré.
Les habitudes typographiques des botanistes et des zoologistes sont différentes. Ici, par commodité de lecture, et certains groupes actuels relevant des deux domaines traditionnels, les noms de taxons supérieurs au genre sont tous écrits en caractères droits, les noms de genres ou d'espèces en italiques.
À la suite d'un taxon, sa période d'apparition, quand elle est connue, peut être indiquée suivant la légende suivante :
(Plé) : Pléistocène ; (Pli) : Pliocène ; (Mio) : Miocène ; (Oli) : Oligocène ; (Éoc) : Éocène ; (Pal) : Paléocène ; (Cré) : Crétacé ; (Jur) : Jurassique ; (Tri) : Trias ; (Per) : Permien ; (Car) : Carbonifère ; (Dév) : Dévonien ; (Sil) : Silurien ; (Ord) : Ordovicien ; (Camb) : Cambrien ; (Edi) : Édiacarien. Pour plus de précision si possible, (-) : inférieur ; (~) : moyen ; (+) : supérieur.

```
▲

└─o 
Amoebozoa

  ├─o 
Tubulinea

  │ ├─o 
Leptomyxida

  │ └─o
  │   ├─o 
Tubulinida

  │   └─o 
Testacealobosea

  │     └─o 
Arcellinida

  └─o
    ├─o 
Flabellinea

    │ ├─o 
Himatismenida

    │ └─o
    │   ├─o 
Dactylopodida
 ou 
Conopodina

    │   └─o 
Vannellida

    └─o
      ├─o
      │ ├─o 
Acanthamoebida
 ou 
Acanthopodina

      │ ├─o 
Thecamoebida

      │ └─? 
Stereomyxidae

      └─o 
Conosea

        ├─o 
Phalansterea

        └─o
          ├─o 
Filamoebidae

          └─o 
Conosa

            ├─o 
Archamoebae

            └─o 
Mycetozoa
```

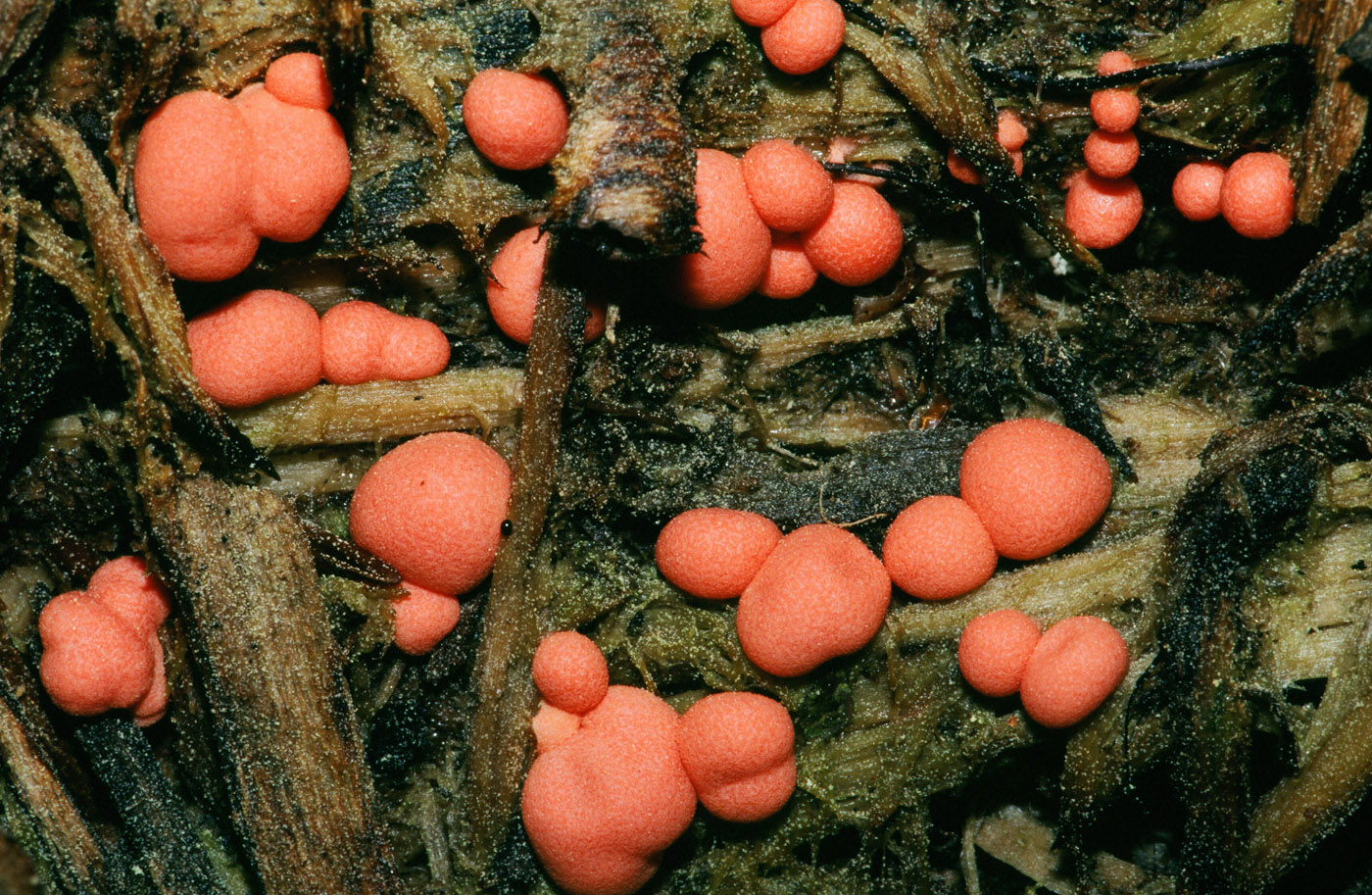
Lycogala epidendrum (Mycetozoa, Reticulariaceae)
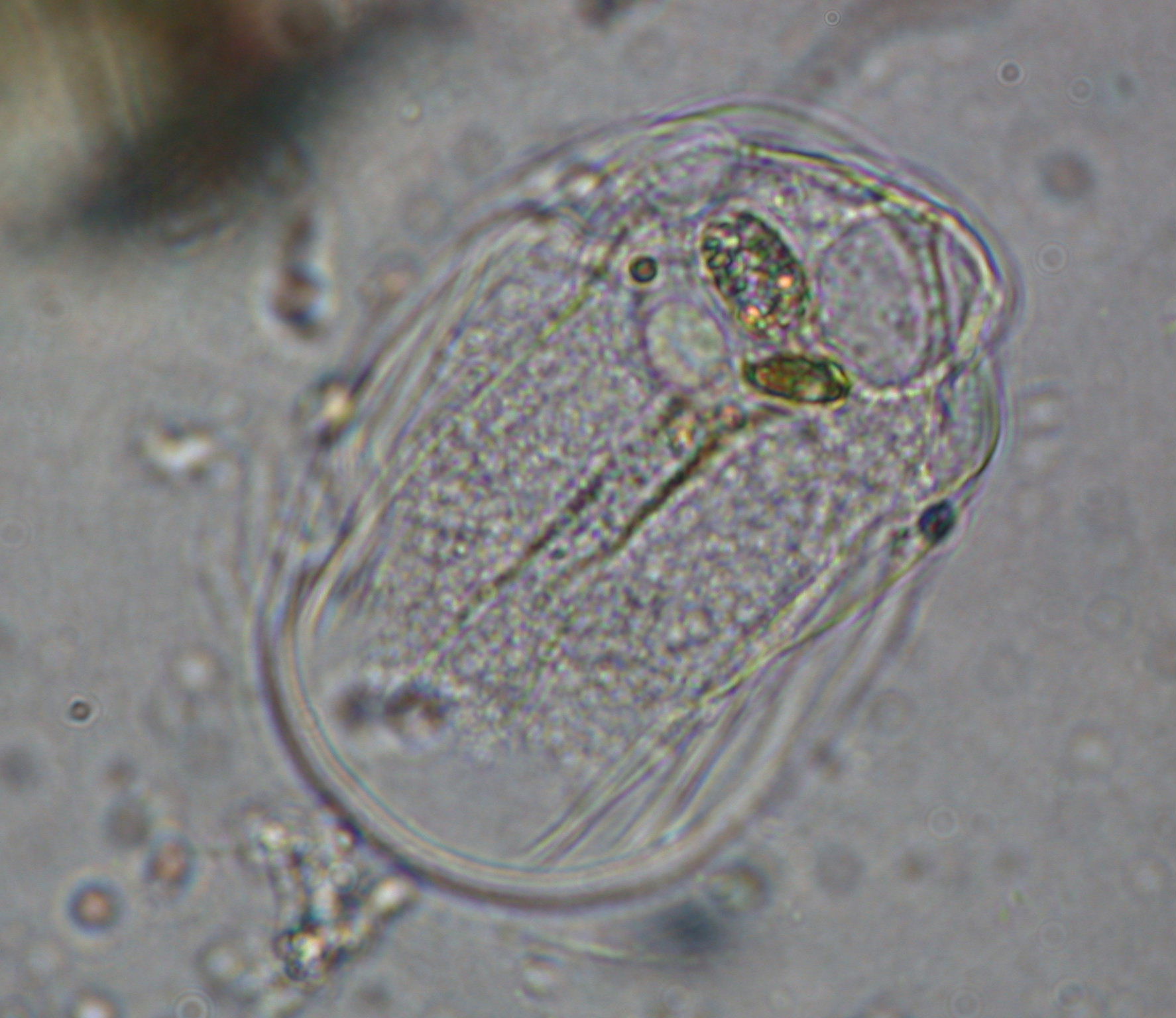
Thecamoeba striata (Amoebozoa)
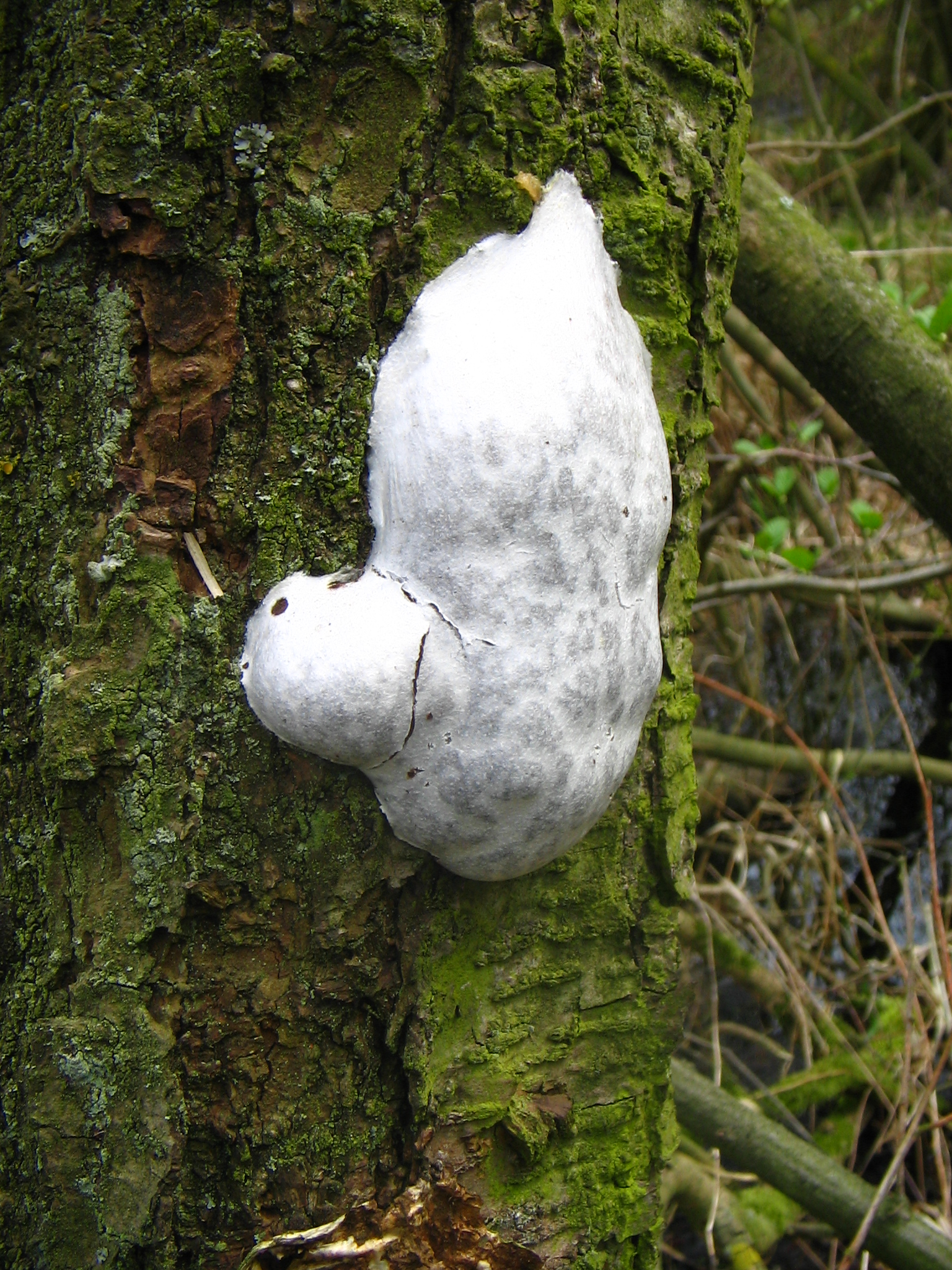
Reticularia lycoperdon (Mycetozoa, Reticulariaceae)

## Débat scientifique relatif à la phylogénie des Amoebozoa

### Classification proposée par Adlet al.2005
Ce comité a proposé une nouvelle classification, remplaçant celle des anciens Protistes et tenant compte des phylogénies moléculaires récentes. Elle regroupe les Eucaryotes en six groupes réputés monophylétiques. Voici ce qui concerne les Amoebozoa.

## En savoir plus
: document utilisé comme source pour la rédaction de cet article.

### Sources bibliographiques de référence
- Alexey Smirnov, Elena Nassonova, Cédric Berney, José Fahrni, Ignacio Bolivar et Jan Pawlowski : « Molecular Phylogeny and Classification of the Lobose Amoebae », Protist, vol. 156, n°2, pp. 129-142, 2005
- Sina M. Adl et alii : « The New Higher Level Classification of Eukaryotes », J. Eukaryot. Microbiol., vol. 52, n°5, pp. 399–451, 2005

### Autres sources bibliographiques
- Thomas Cavalier-Smith (2003) « Protist phylogeny and the high-level classification of Protozoa », Europ. J. Protistol., 39, pp. 338-348

### Sources internet
- « Molecular phylogeny of amoeboid protists »(Archive.org • Wikiwix • Archive.is • Google • Que faire ?)
- Mikko's Phylogeny Archive
- The Taxonomicon
- « Palaeos.org »(Archive.org • Wikiwix • Archive.is • Google • Que faire ?)
- « Micro*scope »(Archive.org • Wikiwix • Archive.is • Google • Que faire ?)
- NCBI Taxonomy Browser
- The Tree of Life Web Project